# Waldeck
Waldeck (am Edersee) este o comună din landul Hessa, Germania, prin care trec autostrăzile federale B 251 și B 485.
1. ↑  Alle politisch selbständigen Gemeinden mit ausgewählten Merkmalen am 31.12.2018 (4. Quartal) (în germană), Statistisches Bundesamt[*], arhivat din original la 10 martie 2019, accesat în 10 martie 2019